# Шемі (Тива)
Шемі (тив. Шеми) — сільське поселення (сумон) в складі Дзун-Хемчицького кожууну Республіки Тива Російської Федерації.

## Населення
Населення сумона станом на 1 січня року:
| Рік    | 2011 | 2012 | 2013 | 2014 | 2015 |
| ------ | ---- | ---- | ---- | ---- | ---- |
| Насел. | 1106 | 1090 | 1078 | 1082 | 1092 |